# Pogonatum semipellucidum
Pogonatum semipellucidum är en bladmossart som beskrevs av Mitten 1869. Pogonatum semipellucidum ingår i släktet grävlingmossor, och familjen Polytrichaceae. Inga underarter finns listade i Catalogue of Life.